# Jydske Dragonregiment
Jydske Dragonregiment är ett danskt kavalleriförband som skapades 1932 genom en sammanslagning av 3. Dragonregiment och 5. Dragonregiment. 2005 införlivades även Prinsens Livregiment.

## Prinsens Musikkorps
Prinsens Musikkorps, tidigare Prinsens Livregiments Musikkorps, lyder sedan 2005 under regementet och tillhörde dessförinnan Prinsens Livregement. Kåren består av 15 anställda musiker.

## Enheter
- 1. Pansarbataljonen: Utgörs av stab, en stabsskvadron, två stridsvagnsskvadroner (Leopard 2) och ett utbildningskompani
- 2. Pansarinfanteribataljonen: Utgörs av stab, ett stabskompani, två mekaniserade skyttekompanier (Stridsfordon 90) och ett utbildningskompani
- 5. Utbildningsbataljonen: Utgörs av stab och två utbildningskompanier som utbildar c:a 600 värnpliktiga årligen.
- Prinsens Musikkorps: Består av 16 anställda musiker